# Leonel Rugama
Leonel Rugama, per esteso José Leonel Rugama Rugama (Valle de Matapalo, 27 marzo 1949 – Managua, 15 gennaio 1970), è stato un poeta e rivoluzionario nicaraguense.
Nacque vicino alla città di Estelì da padre carpentiere e madre insegnante. Da giovanissimo entrò in seminario per restarvi cinque anni. Ne uscì per assecondare la sua vena poetica e per abbracciare gli ideali rivoluzionari sandinisti.
Dopo aver resistito dalle prime ore del mattino fino oltre mezzogiorno all'assedio di un intero battaglione somozista, cadde sotto le pallottole nemiche a Managua, il 15 gennaio del 1970 all'età di 21 anni.
Il dittatore Somoza ordinò di trasmettere la mattanza in diretta televisiva, affinché servisse da monito per l'intera popolazione nicaraguense.
Leonel Rugama fu l'ultimo di un gruppetto guerrigliero a cadere sotto i colpi del nemico.
"Arrendetevi" ordinò un ufficiale della Guardia, Rugama rispose "Che si arrenda tua madre" ("Que se rinda tu madre").
Di lì a poco divenne il simbolo della rivolta giovanile contro la dittatura somozista.
1. ↑   Nicaragua: in memoria di Leonel Rugama, poeta guerrigliero – La Bottega del Barbieri, su labottegadelbarbieri.org, 14 gennaio 2019. URL consultato l'8 agosto 2024.
2. ↑   Annalina Grasso, Leonel Rugama, il poeta bandito di Dio, ucciso a vent’anni, su '900 Letterario | Letteratura del '900, critica, eventi letterari, cinema, politica, attualità, 30 luglio 2021. URL consultato l'8 agosto 2024.
3. ↑  (ES) La Primerisima, Leonel Rugama, el santo que murió matando el hambre, su Radio La Primerisima, 15 gennaio 2024. URL consultato l'8 agosto 2024.

| Controllo di autorità | VIAF (EN) 13788388 · ISNI (EN) 0000 0000 2824 9095 · LCCN (EN) n86047984 · GND (DE) 1136789243 · BNF (FR) cb12325908t (data) |